# Vicariato (Igreja Ortodoxa)
Vicariato, em alguns casos também eparquia vicária, nas Igrejas Ortodoxas é uma unidade territorial eclesiástico-administrativa dentro de uma eparquia, chefiada por um vigário, um bispo que não é um bispo governante (hierarca), mas que está sob a jurisdição desse bispo. No seu estatuto canônico, os vigários estão próximos dos bispos corepiscopais.

## Igrejas de tradição grega
Nas Igrejas ortodoxas de tradição grega (Constantinopla, Alexandria, Antioquia, Chipre, Grécia, Albânia), o vigário recebe um título para alguma cidade antiga, que, em regra, não existe há muitos séculos. Além disso, quando este vigário é transferido para a jurisdição de outro bispo governante da mesma Igreja, o seu título não muda. Se um bispo titular se aposentar, a sé titular ainda permanece com ele. Também existe a prática de nomear bispos governantes aposentados para antigas sés titulares. Como a antiga Igreja no Mediterrâneo seguia o princípio de uma cidade - um bispo, há um número suficiente dessas antigas cidades na região do Mediterrâneo que já tiveram a sede de um bispo ortodoxo.
Na Igreja Ortodoxa Cipriota, os bispos sufragâneos são oficialmente chamados de corebispos.
Existe uma prática semelhante na Igreja Ortodoxa Búlgara. No entanto, ali foram criadas sés titulares com nomes, por exemplo Zniepol, que historicamente não existiam.
A Igreja Ortodoxa de Jerusalém permanece um tanto indiferente aqui, já que as eparquias lá são tão pequenas em número de igrejas e clérigos que não faz sentido ter vigários, e todos os bispos são considerados governantes.

## Igreja Ortodoxa Russa
Na Igreja Ortodoxa Russa, o estatuto dos vicariatos é regulado pelo Regulamento dos vicariatos eparquiais da Igreja Ortodoxa Russa, aprovado em 27 de dezembro de 2011 pela definição do Santo Sínodo. De acordo com o Regulamento, o vicariato é uma divisão canônica de uma eparquia, que reúne um ou mais decanatos da eparquia. O vicariato não está registrado como pessoa jurídica.
O vicariato, por delegação de autoridade do bispo (governante, é administrado por um bispo sufragâneo (bispo vigário), nomeado para o cargo e destituído do cargo por determinação do Santo Sínodo sob proposta do bispo governante. A autoridade máxima sobre a administração do vicariato pertence ao bispo governante. Os poderes do bispo vigário para administrar o vicariato são determinados pelo Regulamento acima, bem como pelas instruções escritas ou orais do bispo governante.
Nem todos os bispos sufragâneos administram vicariatos. Os bispos vigários podem ser nomeados para auxiliar o bispo governante sem transferir para eles os vicariatos. Os poderes de tais vigários são determinados por instruções escritas e orais do bispo governante.
Para exercer as atividades de gestão do vicariato, o bispo vicariante convoca uma reunião do clero do vicariato, cria um conselho do vicariato e um secretariado do vicariato. A reunião do clero do vicariato é composta por clérigos de todas as divisões canónicas do vicariato que não estão proibidos de exercer o sacerdócio e não foram levados à justiça por um tribunal eclesiástico. As reuniões da reunião são realizadas pelo menos uma vez por ano para resolver as questões mais importantes.
O conselho do vicariato inclui o bispo vigário, o confessor do vicariato eleito pela assembleia clerical, o decano dos decanatos incluídos no vicariato, um clérigo de cada decanato por eleição da assembleia clerical, e ainda, a critério do bispo vigário, até três clérigos cuja competência torne necessária a sua participação no conselho. O Conselho considera questões atuais e se reúne pelo menos quatro vezes por ano.

### Tipos de vicariatos
Na prática moderna da Igreja Ortodoxa Russa existem diferentes tipos de vicariatos, dependendo das tradições locais. Entre as opções possíveis:
- Eparquia semi-independente com limites definidos dentro de uma eparquia maior;
- Unidade convencional onde o vigário leva o título de uma cidade localizada dentro da eparquia; às vezes reside nesta cidade, mas na verdade é assistente do bispo governante em questões eparquiais gerais;
- Unidade convencional onde o vigário ostenta o título, geralmente após o nome da antiga sé abolida, mas sem levar em conta a eparquia ou localidade onde realmente serve.